# Borough of Broxbourne
Borough of Broxbourne ist ein Verwaltungsbezirk mit dem Status eines Borough in der Grafschaft Hertfordshire in England. Im Süden grenzt er an Greater London, im Osten an den River Lea. Verwaltungssitz ist Cheshunt.
Der Bezirk wurde am 1. April 1974 gebildet und entstand aus der Fusion der Urban Districts Cheshunt und Hoddesdon.

## Orte im Borough
- Broxbourne
- Cheshunt
- Goff’s Oak
- Hoddesdon
- Waltham Cross

Koordinaten: 51° 43′ 0″ N, 0° 3′ 0″ W